# Pierrelaye
Pierrelaye é uma comuna francesa na região administrativa da Ilha de França, no departamento do Vale do Oise. Estende-se por uma área de 9.21 km². Em 2010 a comuna tinha 8 946 habitantes (densidade: 971,3 hab./km²).